# 2025年亚洲冬季运动会遭受网络攻击事件
第九届亚洲冬季运动会于2025年2月7日至14日在中华人民共和国黑龙江省哈尔滨市举办。2025年1月26日至2月14日期间，赛事信息系统和举办地黑龙江省内的关键信息基础设施均遭受大量来自境外的网络攻击。哈尔滨警方调查后认定，此次攻击由美国国家安全局下属的特定入侵行动办公室组织实施，并对3名美国国安局特工发出通缉。

## 事件
中国国家计算机病毒应急处理中心于2025年4月3日在其官网发布分析报告，披露了此次事件。从2025年1月26日开始，赛事网络安全团队针对网络攻击启动应急处置工作。此后，攻击活动自2月3日起持续增加，在2月7日至13日期间显著提升，并于2月8日达到峰值。截至2月14日，亚冬会赛事信息系统总计遭到境外网络攻击270167次。其中，来自美国的攻击最多，为170864次，占比63.24%，其后依次为新加坡、荷兰、德国、韩国等国家和地区。受到网络攻击的系统主要有赛事信息发布系统、抵离管理系统和收费卡系统，这些系统应用于赛事组织管理和人员物资调配，含有敏感信息。
1月31日至2月14日期间，赛事举办地黑龙江省内的关键信息基础设施也同样遭受大量网络攻击，总计超过5000万次。其中，来自荷兰的攻击次数最多，为3798万次，其次为美国（1179万次）、泰国（72万次）等国家和地区。其攻击范围涵盖了能源、交通、水利、通信、国防科研院校等行业。中国国家计算机病毒应急处理中心工程师杜振华表示，美国情报机构频繁使用荷兰等欧洲国家的主机进行攻击，所以荷兰的攻击实际上可能也来自美国。
针对赛事信息系统的网络攻击主要是网络资产探测和利用系统漏洞实施入侵。安全团队通过对攻击代码的分析，认为攻击采用了AI智能体技术，利用人工智能规划攻击方案、寻找漏洞并编写代码。奇虎360创始人周鸿祎称，此次攻击可能是“人类首次利用AI智能体发起的网络攻击”。
赛事网络安全团队根据攻击来源的行为分析，怀疑攻击者具有美国政府背景，哈尔滨市公安局就此展开了溯源调查。调查结果认定，此次网络攻击由美国国家安全局组织，由下属的特定入侵行动办公室实施，加州大学和弗吉尼亚理工大学两所高校也参与了本次网络攻击。哈尔滨警方公开了3名涉事美国国安局特工的姓名：凯瑟琳·威尔逊（Katheryn A. Wilson）、罗伯特·斯内林（Robert J. Snelling）和斯蒂芬·约翰逊（Stephen W. Johnson），并对三人发出通缉。

## 反应
2025年4月15日，中国外交部发言人林剑在接受法新社记者提问时表示，中方谴责美国政府在亚冬会期间的恶意网络行为，并“敦促美方在网络安全问题上采取负责任的态度，停止对中方实施网络攻击，停止对中方无端抹黑和攻击”。